# دانيار يوليوسينوف
دانيار يوليوسينوف (مواليد 13 مارس 1991) هو ملاكم كازاخستاني، مثّل بلاده في الألعاب الأولمبية الصيفية في دورتي 2012 و2016.

## روابط خارجية
دانيار يوليوسينوف على موقع بوكس ريك (الإنجليزية) (registration required)
- دانيار يوليوسينوف على موقع اللجنة الأولمبية الدولية (الإنجليزية)
- دانيار يوليوسينوف على موقع أوليمبيديا (الإنجليزية)
- دانيار يوليوسينوف على موقع اللجنة الأولمبية الكازاخستانية (الكازاخستانية)